# Афгано-пакистанский барьер
Афгано-пакистанский барьер — разделительный барьер, строящийся Пакистаном вдоль его 2,670-километровой границы с Афганистаном. Барьер предназначен для предотвращения незаконной иммиграции через линию Дюранда. Генерал-майор Шаукат Султан, бывший пресс-секретарь президента Пакистана, заявил, что барьер строится с целью предотвратить проникновение боевиков из Афганистана через границу. Строительство барьера осуществляется при финансовой поддержке Соединённых Штатов.

## Барьер
В сентябре 2005 года пакистанцы заявили, что начнут строить разделительный барьер протяжённостью 2400 км вдоль границы с Афганистаном, чтобы предотвратить проникновение боевиков и наркоторговцев. Бывший президент Пакистана Первез Мушарраф также предложил заминировать границу.
В 2009 году пакистанцы вновь решили начать строить разделительный барьер. Из-за отсутствия финансирования удалось огородить только участок территории в 35 километров. В июне 2011 года генерал-майор Атар Аббас, пресс-секретарь пакистанской армии, заявил, что при строительстве барьера длиной в 35 км вдоль приграничной зоны пакистанские военные столкнулись с непрерывными боевыми вылазками талибов. Афганистан не стал участвовал в строительстве барьера сославшись на дороговизну проекта.

## Биометрическая система
В период правления Первеза Мушаррафа биометрическая система была введена в Пакистане на пограничных переходах. Афганистан возражал против введения этой системы. Система действует и по настоящее время.

## Траншея
В 2014 году пакистанцы решили выкопать траншею вдоль 1100 км границы с Афганистаном в провинции Белуджистан. По состоянию на сентябрь 2014 года было выкопано 235 км. Рытьё траншеи ведётся силами Пограничного корпуса. Цели выкапывания траншеи: остановить поток боевиков, контрабандистов, незаконное перемещение наркотических средств, а также усиление мер безопасности на границе. Стоимость траншеи в провинции Белуджистан обойдётся казне в сумму 14 млрд пакистанских рупий. На следующем этапе траншея пройдёт через территорию пакистанской провинции Хайбер-Пахтунхва. Траншея глубиной 11-футов и шириной 14 футов.

## Позиция Афганистана
26 декабря 2006 года афганское правительство выступило категорически против строительства заградительных барьеров вдоль границы, заявив, что это приведет к ограничению свободы передвижения пуштунских племен. В апреле 2007 года вдоль строительства барьера произошло военное столкновение вооружённых силы этих двух стран. 1 апреля 2013 года министерство иностранных дел Афганистана официально выразило протест и высказало серьёзную озабоченность тем, что пакистанские военные в одностороннем порядке ведут строительство барьера вдоль границы на востоке страны. Афганистан не признает линию Дюранда в качестве законной границы между странами, так как эта линия делит зону расселения пуштунов на две части.